# Pherallodiscus
Pherallodiscus är ett släkte av fiskar. Pherallodiscus ingår i familjen dubbelsugarfiskar.
Kladogram enligt Catalogue of Life:
| Pherallodiscus | \| \| Pherallodiscus funebris \| \| \| \| \| \| Pherallodiscus varius \| \| \| \| |
|                | \| \| Pherallodiscus funebris \| \| \| \| \| \| Pherallodiscus varius \| \| \| \| |
|                | Pherallodiscus funebris                                                           |
|                |                                                                                   |
|                | Pherallodiscus varius                                                             |
|                |                                                                                   |